# Timothy Dupont
Timothy Dupont (Gant, 1 de novembre de 1987) és un ciclista belga, professional des del 2014. En el seu palmarès destaquen diverses victòries d'etapa en curses d'una setmana, com ara el Tour de Bretanya, el Tour d'Alsàcia o els Tres dies de Flandes Occidental.

## Palmarès
- 2010
  - 1r al Gran Premi de la vila de Geel
- 2011
  - 1r al Grote Paasprijs
  - 1r al Gran Premi d'Affligem
- 2012
  -  Campió de Bèlgica elit sense contracte
  - Vencedor d'una etapa al Tour de la província de Lieja
- 2013
  - 1r als Dos dies de Gaverstreek i vencedor d'una etapa
  - Vencedor de 2 etapes al Tour de Bretanya
- 2015
  - Vencedor de 2 etapes al Tour d'Alsàcia
- 2016
  - 1r a la Nokere Koerse
  - 1r a l'A través de les Ardenes flamenques
  - 1r al Gran Premi Criquielion
  - 1r al Memorial Philippe Van Coningsloo
  - 1r al Gran Premi de la vila de Pérenchies
  - 1r a la Fletxa del port d'Anvers
  - 1r a la Fletxa costanera
  - 1r al Campionat de Flandes
  - Vencedor d'una etapa als Tres dies de Flandes Occidental
  - Vencedor de 3 etapes al Tour de Normandia
  - Vencedor de 3 etapes al Tour d'Alsàcia
- 2017
  - 1r al Gran Premi Jef Scherens
- 2019
  - Vencedor d'una etapa al Tour de Valònia
- 2021
  - Vencedor d'una etapa a l'Étoile de Bessèges
- 2022
  - Vencedor d'una etapa al ZLM Tour
- 2023
  - Vencedor d'una etapa a la Volta a Grècia
  - Vencedor de 2 etapes a la Volta al llac Qinghai
- 2024
  - Vencedor d'una etapa al Tour d'Antalya

### Resultats al Tour de França
- 2018. 131è de la classificació general